# Piotr Apel
Piotr Daniel Apel (ur. 8 lutego 1984 w Warszawie) – polski dziennikarz i polityk, poseł na Sejm VIII kadencji.

## Życiorys
Absolwent XLI Liceum Ogólnokształcącego im. Joachima Lelewela w Warszawie (2003). Studiował inżynierię środowiska na Politechnice Warszawskiej oraz dziennikarstwo na Uniwersytecie Kardynała Stefana Wyszyńskiego w Warszawie, nie kończąc żadnego z tych kierunków. Pracował jako dziennikarz radiowy oraz redaktor i montażysta telewizyjny. Związany był z telewizją informacyjną TVN24, następnie zatrudniony w Polskim Radiu (m.in. jako wydawca programu Raport 2012).
W wyborach parlamentarnych w 2015 wystartował do Sejmu w okręgu łódzkim z pierwszego miejsca na liście komitetu wyborczego wyborców zorganizowanego przez Pawła Kukiza. W trakcie kampanii wyborczej pełnił funkcję szefa sztabu medialnego tego ugrupowania. Uzyskał mandat posła VIII kadencji, otrzymując 7935 głosów. W wyborach w 2019 bezskutecznie ubiegał się o mandat posła do Parlamentu Europejskiego z listy komitetu Kukiz’15. W tym samym roku w wyborach do Sejmu bez powodzenia ubiegał się o poselską reelekcję z listy Polskiego Stronnictwa Ludowego.

## Wyniki wyborcze
| Wybory | Komitet wyborczy                 | Komitet wyborczy           | Organ              | Okręg         | Wynik        |
| ------ | -------------------------------- | -------------------------- | ------------------ | ------------- | ------------ |
| 2015   |                                  | Kukiz’15                   | Sejm VIII kadencji | nr 9          | 7935 (2,21%) |
| 2019   | Parlament Europejski IX kadencji | Kukiz’15                   | nr 6               | 14 406 (1,58) |              |
| 2019   |                                  | Polskie Stronnictwo Ludowe | Sejm IX kadencji   | nr 33         | 1646 (0,29%) |